# راي فيتزجيرالد
راي فيتزجيرالد (بالإنجليزية: Ray Fitzgerald)‏ هو لاعب كرة قاعدة أمريكي، ولد في 5 ديسمبر 1904 في شيكوبي في الولايات المتحدة، وتوفي في 6 سبتمبر 1977 في ويستفيلد في الولايات المتحدة.

## وصلات خارجية
- راي فيتزجيرالد على موقعبيزبول رفرنس.كوم (الدوري الرئيسي) (الإنجليزية)
- راي فيتزجيرالد على موقعبيزبول رفرنس.كوم (الدوري الثانوي) (الإنجليزية)